# Tư Mã Quang
Tư Mã Quang (Phồn thể: 司馬光; Giản thể: 司马光; bính âm: Sima Guang; Wade-Giles: Szuma Kuang; 1019–1086), tự Quân Thật 君實, hiệu Vu Tẩu 迂叟, là một nhà sử học, học giả Trung Quốc, thừa tướng thời nhà Tống. Ông là tác giả của bộ sách sử nổi tiếng Tư trị thông giám.
Là vị quan thanh liêm chính trực, có đóng góp to lớn cho triều đình cũng như nền sử học Trung Hoa, ông là 1 trong 5 vị quan văn thời Nhà Tống được thờ tại Lịch đại Đế Vương miếu (历代帝王庙) được nhà Minh, nhà Thanh xây dựng, trong đó thờ những vị quan văn, võ tướng được đánh giá là tài năng và tận trung nhất qua các triều đại.

## Thân thế
Ông sinh năm 1019 tại nơi hiện nay là huyện Vận Thành, tỉnh Sơn Tây trong một gia đình giàu có. Cha ông là Tư Mã Trì từng làm các chức quan huyện, Chuyển vận sứ, Phó sứ tam ty, Lang trung thượng thư Lại bộ, Thiên chương các đãi chế dưới thời Tống Chân Tông và Tống Nhân Tông, nổi tiếng là người trung thực và nhân hậu. Ông chính là hậu duệ của em trai Tư Mã Ý, người đã từng có tiếng tăm dưới trướng Tào Tháo, Tư Mã Phu.
Anh Tư Mã Quang là Tư Mã Đán được nối chức cha, trong quan trường trải qua 17 chức vụ khác nhau, làm đến chức Thái trung đại phu, sống khá đạm bạc.

## Thời trẻ
Tư Mã Quang được sự giáo dục nghiêm khắc từ nhỏ của cha và anh. Ông theo học Bàng Tịch – bạn của Tư Mã Trì. Sau này Tư Mã Quang cho rằng nếu không có sự dạy dỗ của Bàng Tịch thì ông không có được những thành đạt trong đời.
Ông đỗ đầu kỳ thi tiến sĩ khi mới 20 tuổi, nhưng khi mới làm quan thì cha và mẹ ông nối nhau qua đời, vì vậy ông phải về chịu tang trong 5 năm.
Sau đó, Tư Mã Quang được Bàng Tịch ra sức tiến cử và truyền đạt tư tưởng tiến thủ trên quan trường. Ông có cơ hội đọc sách làm sử. Ít lâu sau Bàng Tịch mất, ông thờ vợ Bàng Tịch như mẹ mình và coi các con Bàng Tịch như anh em trong nhà.

## Quan trường
Thời Tống Nhân Tông, Tư Mã Quang lần lượt trải qua các chức quan địa phương và Điện trung thừa, Kiểm khảo sử quán, Khởi cư xá nhân, Đồng tri gián viện, Ngự sử trung thừa, Tri chế cáo, Hàn lâm học kiêm thị giảng… Trong các vị trí, ông đều làm tốt công việc và được vua Tống trọng dụng.
Trong các vấn đề trọng đại thời vua Nhân Tông và Anh Tông, ông đều có ý kiến và giải pháp riêng, dần dần trở thành nhân vật quan trọng trên chính trường. Ông luôn giữ tư tưởng truyền thống bảo thủ, vì vậy ông trở thành nhân vật trung tâm của phe bảo thủ chống lại những biến pháp cách tân của Vương An Thạch.
Do tư tưởng giữa ông và Vương An Thạch khác nhau, năm 1070, ông từ chức, rời kinh thành đi Vĩnh Hưng. Sở dĩ Tư Mã Quang phản đối biến pháp của Vương An Thạch vì những ký do:
- Ông không đồng tình với cách dùng người của Vương An Thạch. An Thạch phế bỏ hết các lão thần, trọng thần trong triều mà thăng chức, bổ nhiệm những người mà Tư Mã Quang cho là "tiểu nhân gian tà".
- Pháp luật không đủ vững chắc, chỉ trong vòng 2 năm mà Vương An Thạch ban bố hàng loạt điều luật mới khiến nhân dân không theo kịp.
- Những cải cách về nông nghiệp và thương mại ở nông thôn, Tư Mã Quang cho rằng làm gánh nặng với nông dân càng nặng thêm.

Năm 1071, ông đến Tây Kinh Lạc Dương nhưng không nhận chức quan nào, không tham gia đàm luận chính sự mà chỉ tập trung viết sử. Ông được triều đình cho phép chở bản thảo sách Tư trị thông giám tiếp tục về đây biên soạn.
Biến pháp của Vương An Thạch đã làm nảy sinh sự bất hòa trong triều đình. Năm 1076, biến pháp rơi vào bế tắc, Vương An Thạch phải xin từ chức. Cuối cùng Tống Thần Tông lại nhờ đến sự giúp đỡ của Tư Mã Quang.
Năm 1085, Tống Thần Tông qua đời, Tư Mã Quang về kinh dự tang lễ hoàng đế. Sau đó ông trở về Lạc Dương. Thái hậu bèn sai người đến Lạc Dương đón ông về triều, phong chức Môn hạ thị lang (phụ tá cho Thừa tướng) nhưng thực tế là chủ trì mọi việc trong triều.
Tháng 2 nhuận năm 1086, Tư Mã Quang được phong làm thừa tướng. Lúc đó ông đã 67 tuổi, sức khỏe đã yếu. Tuy nhiên, ông vẫn cố đảm đương công việc. Tư Mã Quang phế bỏ những điều luật mới mà Vương An Thạch đề ra vì ông coi đó là "hại dân hại nước". Trong quá trình này, ông phạm một số sai lầm như bỏ luôn chính sách miễn nô dịch của Vương An Thạch, không nghe theo những lời khuyên tích cực của Tô Đông Pha và một số kiến nghị khác.
Ngày 1 tháng 9 âm lịch năm 1086, Tư Mã Quang qua đời, thọ 67 tuổi.

## Soạn Tư trị thông giám
Đóng góp lớn nhất trong lĩnh vực sử học của Tư Mã Quang là bộ sách sử Tư trị thông giám. Thời đó, các bộ sử chính yếu của Trung Hoa đều viết theo thể kỷ truyện (viết theo từng nhân vật riêng), không có một bộ thông sử hoàn chỉnh nào theo lối biên niên sử (viết theo dòng thời gian), khiến cho người đọc cảm thấy khó nắm bắt các diễn biến, sự kiện. Mặt khác, ông mong muốn vua Tống nghiên cứu bộ sách để tu chỉnh bản thân, rút ra những bài học xương máu từ sự thịnh suy của các triều đại trước để giữ vừng cơ nghiệp nhà Tống.
Năm 1064, ông dâng lên Tống Anh Tông bộ sách năm tập Biểu biên niên, tóm tắt các sự kiện lịch sử Trung Quốc từ năm 403 TCN tới năm 959, đây có thể được coi là lần giới thiệu đầu tiên của cuốn sách và thỉnh cầu được bảo trợ thực hiện công trình. Năm khởi đầu của bộ sách được lựa chọn là năm vị vua nhà Đông Chu công nhận việc phân chia nước Tấn thời Chiến Quốc giữa ba họ lớn là Hàn, Triệu, Ngụy trong nước này. Tư Mã Quang coi đó sự thừa nhận việc bề tôi tiếm đoạt ngôi vị, đánh dấu sự khởi đầu của thời Chiến Quốc đẫm máu kinh hoàng và mang ý nghĩa quyết định dẫn tới sự chấm dứt nhà Đông Chu và sự thành lập triều đại mới là Nhà Tần.
Năm 1066, ông dâng một bản khác đầy đủ và nhiều chi tiết hơn Thông chí, gồm tám tập chép lại theo lối sử biên niên giai đoạn từ năm 403 TCN tới năm 207 TCN, và lần này nhà vua đã ra chỉ dụ cho phép ông tiếp tục công việc. Ông được quyền sử dụng thư viện hoàng gia, và triều đình cung cấp mọi chi phí giấy, bút và các vật dụng khác liên quan. Ông cũng được cấp tiền trả cho những phụ tá giúp công việc tìm kiếm tài liệu, gồm cả những nhà sử học giàu kinh nghiệm như Lưu Ban, Lưu Thứ và Phạm Tổ Vũ.
Đầu năm sau, 1067, Anh Tông qua đời, vào tháng 11, ông trình bày trước triều đình và hoàng đế mới Tống Thần Tông về công trình đang tiến hành của mình. Hoàng đế không chỉ xác nhận sự quan tâm tới bộ sử đó mà còn đề xuất đổi tên cuốn sách từ Thông chí thành một cái tên ấn tượng và trang trọng hơn Tư trị thông giám và giao cho ông tiếp tục soạn sách.
Tư trị thông giám không chỉ đề cập các sự kiện lịch sử mà còn có những bình luận, kiến giải về các sự kiện đó. Tư Mã Quang viết Tư trị thông giám nhằm đích củng cố sự thống trị của nhà Tống nên nội dung và hình thức công trình sử học này mang màu sắc chính trị rõ nét. Căn cứ vào đức độ và tài năng của các bậc vua chúa, Tư Mã Quang chia thành năm loại: sáng nghiệp, thủ thành, lăng di, trung hưng và loạn vong. Những vua sáng nghiệp được đề cao như Hán Cao Tổ, Hán Quang Vũ Đế, Tùy Văn Đế, Đường Thái Tông… Những ông vua thủ thành (giữ được sự thịnh trị) như Hán Văn Đế, Hán Cảnh Đế… cũng được khen ngợi. Loại vua kém nhất là loại "loạn vong" (cai trị kém làm mất nước) như Trần Hậu Chủ, Tùy Dạng Đế…
Được Tống Thần Tông ủng hộ, cùng với những tài liệu mà ông sưu tầm, ông có tổng cộng gần 4 vạn đầu sách tham khảo để viết Tư trị thông giám. Cuốn sách được hoàn thành vào năm 1084 sau 19 năm. Tựa đề Thông giám ở đây có thể được hiểu được hiểu là đề cập tới một tác phẩm có tính chất tham khảo và hướng dẫn; vì thế hoàng đế đã chấp nhận tác phẩm trong lĩnh vực khoa học lịch sử và những ứng dụng của nó trong công việc triều đình, và trong nhiều thập kỷ cai trị của mình vị hoàng đế luôn để tâm tới công trình đó.
Sau 19 năm miệt mài nghiên cứu, có thể nói là Tư Mã Quang đã dốc tận tâm lực cho bộ sách. Cuối năm 1084, dù trời mùa đông đầy tuyết, Tư Mã Quang vẫn đóng sách vào 10 chiếc hòm được trang trí chạm trổ lộng lẫy và thân chinh áp tải từ Lạc Dương đến Biện Kinh dâng lên Tống Thần Tông. Khi Tư trị thông giám được mang in ấn nhân bản chưa đầy 1 tháng (1086) thì Tư Mã Quang cũng qua đời vì lao lực
Tư trị thông giám có ảnh hưởng sâu rộng đến lịch sử sử học Trung Quốc, thành công được đánh giá ngang với Sử ký Tư Mã Thiên. Nhà sử học đời nhà Thanh là Vương Minh Thịnh đã đánh giá đây là một cuốn sách "không thể thiếu được trong trời đất, tất cả các học giả đều không thể không đọc"

## Câu nói nổi tiếng
Trong cuốn “Gia Huấn” của Tư Mã Quang có câu rằng: 
“Tích vàng để lại cho con cháu, con cháu chưa chắc giữ được. Tích sách để lại cho con cháu, con cháu chưa chắc đọc được. Chi bằng lặng lẽ tích đức để làm kế lâu dài cho con cháu thì hơn cả”.